# Ludovico Buti
Ludovico Buti (1550-1560 circa – 6 agosto 1611) è stato un pittore italiano attivo soprattutto a Firenze.

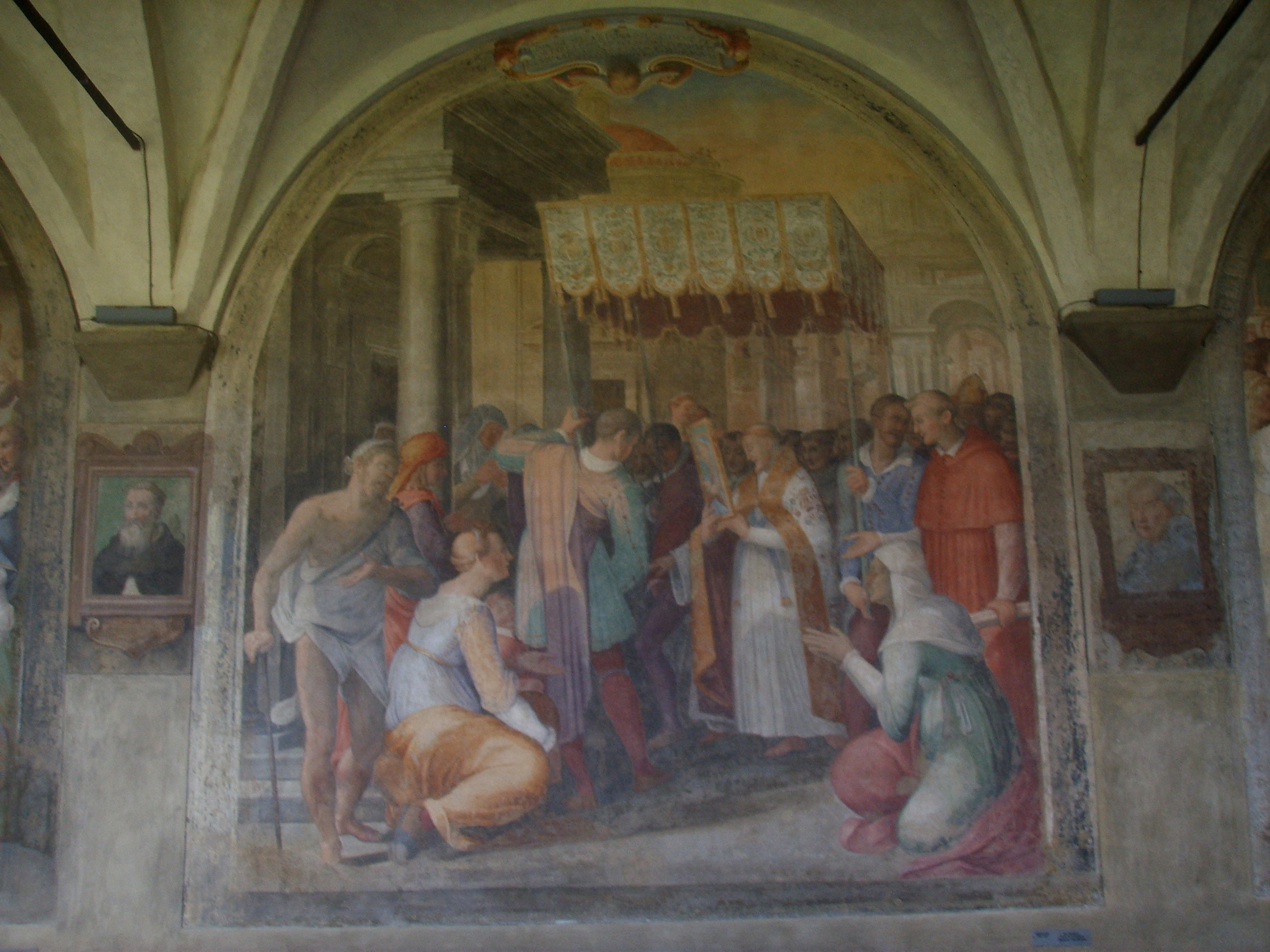
San Domenico porta in processione un'immagine della Madonna, Chiostro Grande di Santa Maria Novella (1582-1585 circa)

Nell'ambito della cultura tardomanierista fu un attivo pittore che collaborò alla decorazione di grandi superfici accanto a personalità più affermate come Alessandro Allori, Bernardino Poccetti o Santi di Tito: il soffitto degli Uffizi, il Chiostro Grande di Santa Maria Novella (nel quale realizzò cinque lunette), eccetera. Nella tarda maturità il suo tratto si fece più morbido e estroso, influenzato dalla nascente cultura barocca.

## Galleria d'immagini

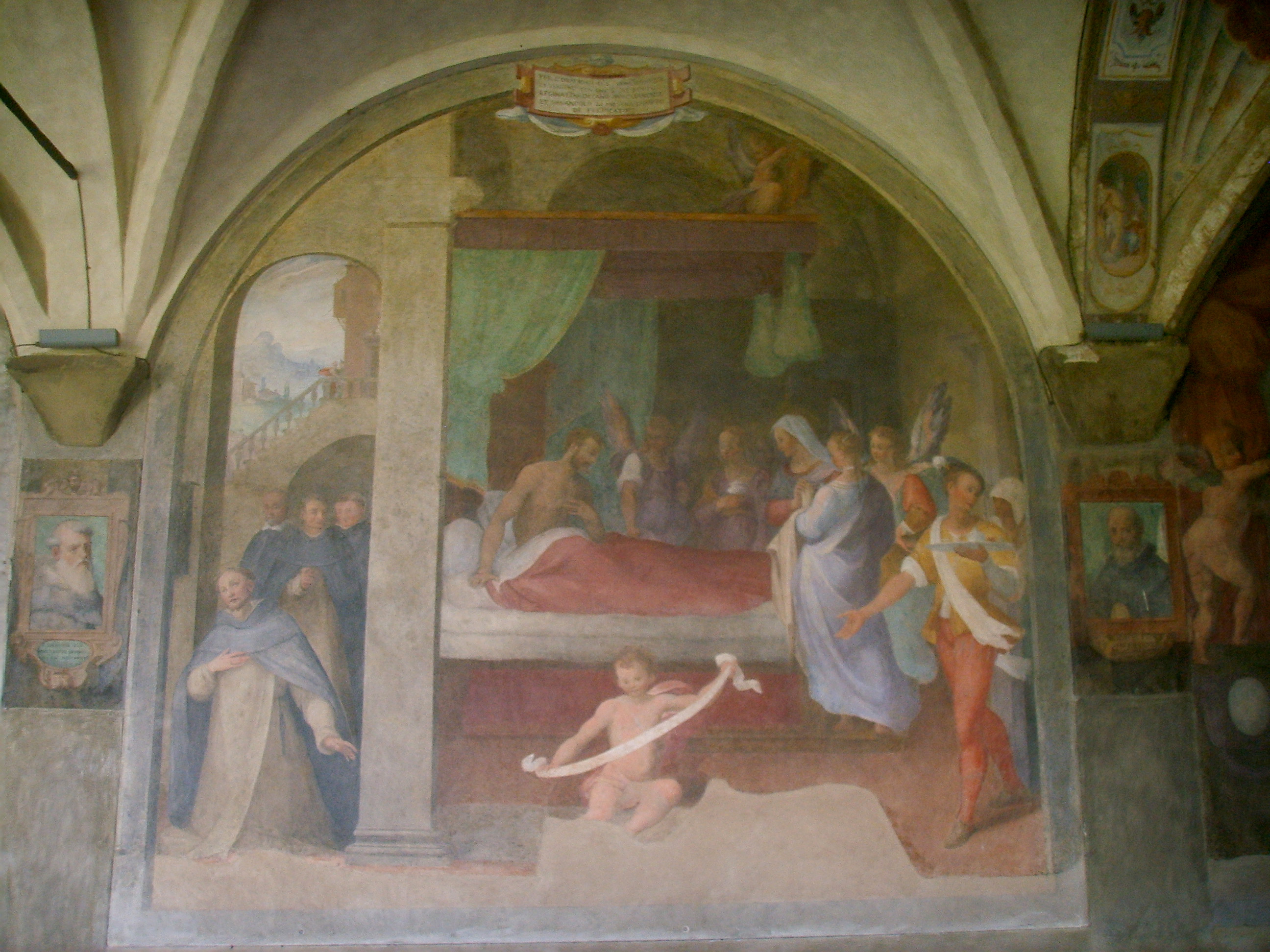
Beato Reginaldo prende gli abiti domenicani, Santa Maria Novella
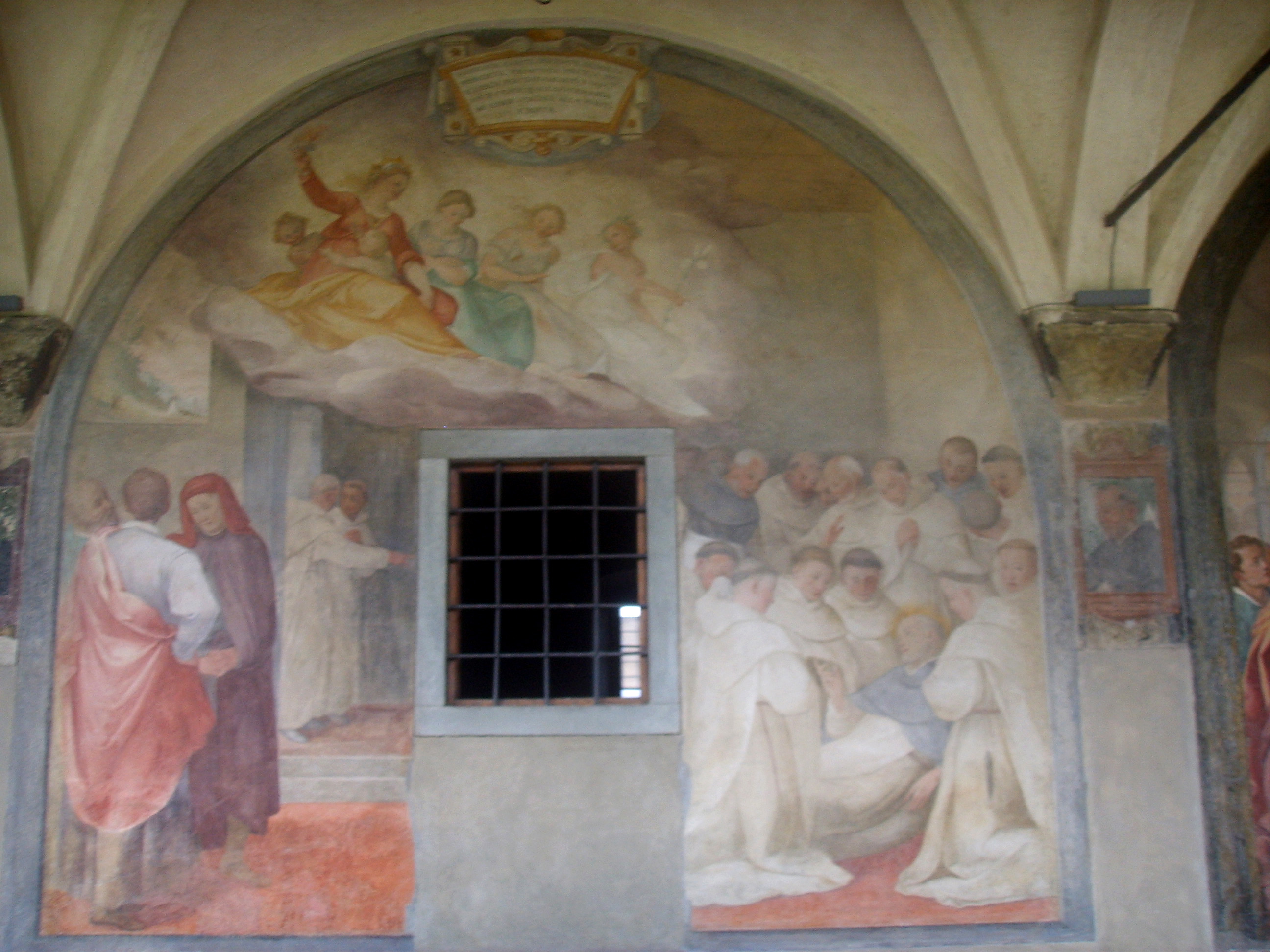
Agonia di San Domenico, Santa Maria Novella